# 2049 Grietje
2049 Grietje eller 1973 SH är en asteroid i huvudbältet som upptäcktes den 29 september 1973 av den nederländsk-amerikanske astronomen Tom Gehrels vid Palomar-observatoriet. Den är uppkallad efter G. A. M. Haring-Gehrels, en vän till upptäckaren.
Asteroiden har en diameter på ungefär 2 kilometer och den tillhör asteroidgruppen Hungaria.